# Palais Arnim

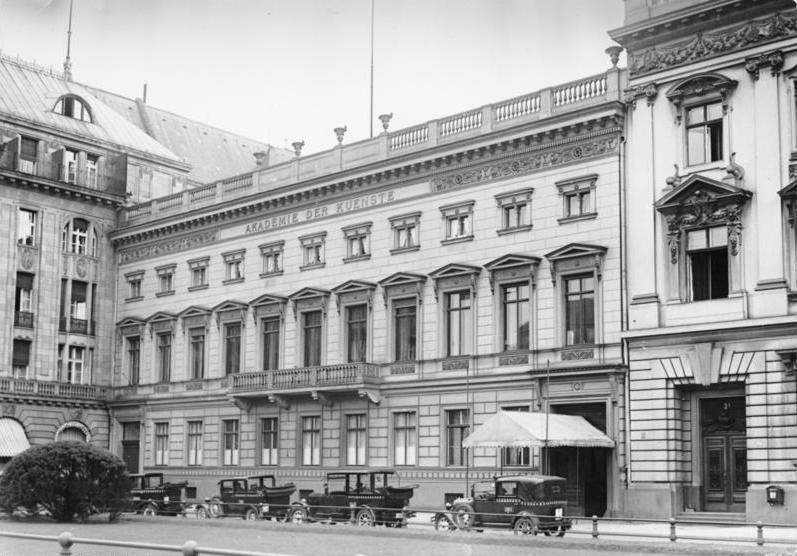
Das Palais Arnim als Akademie der Künste, 1933

Das Palais Arnim war das historische Gebäude am Pariser Platz 4 in Berlin. Eduard Knoblauch hatte es 1857 als hauptstädtische Wohnung des preußischen Politikers Graf Adolf Heinrich von Arnim-Boitzenburg gestaltet. Nach Umbau und Erweiterung durch Ernst von Ihne war das Palais von 1907 bis 1938 Sitz der Preußischen Akademie der Künste. Während nach dem Zweiten Weltkrieg die Akademie der Künste der DDR den erhalten gebliebenen Erweiterungsbau nutzte, wurde der schwer beschädigte historische Gebäudeteil Knoblauchs nach 15-jähriger Vernachlässigung 1960 abgetragen. Seit 2005 befindet sich an der Stelle des Palais Arnim ein Neubau der Akademie der Künste, der auch Teile des Altbaus einbezieht.

## Das Vorgängergebäude

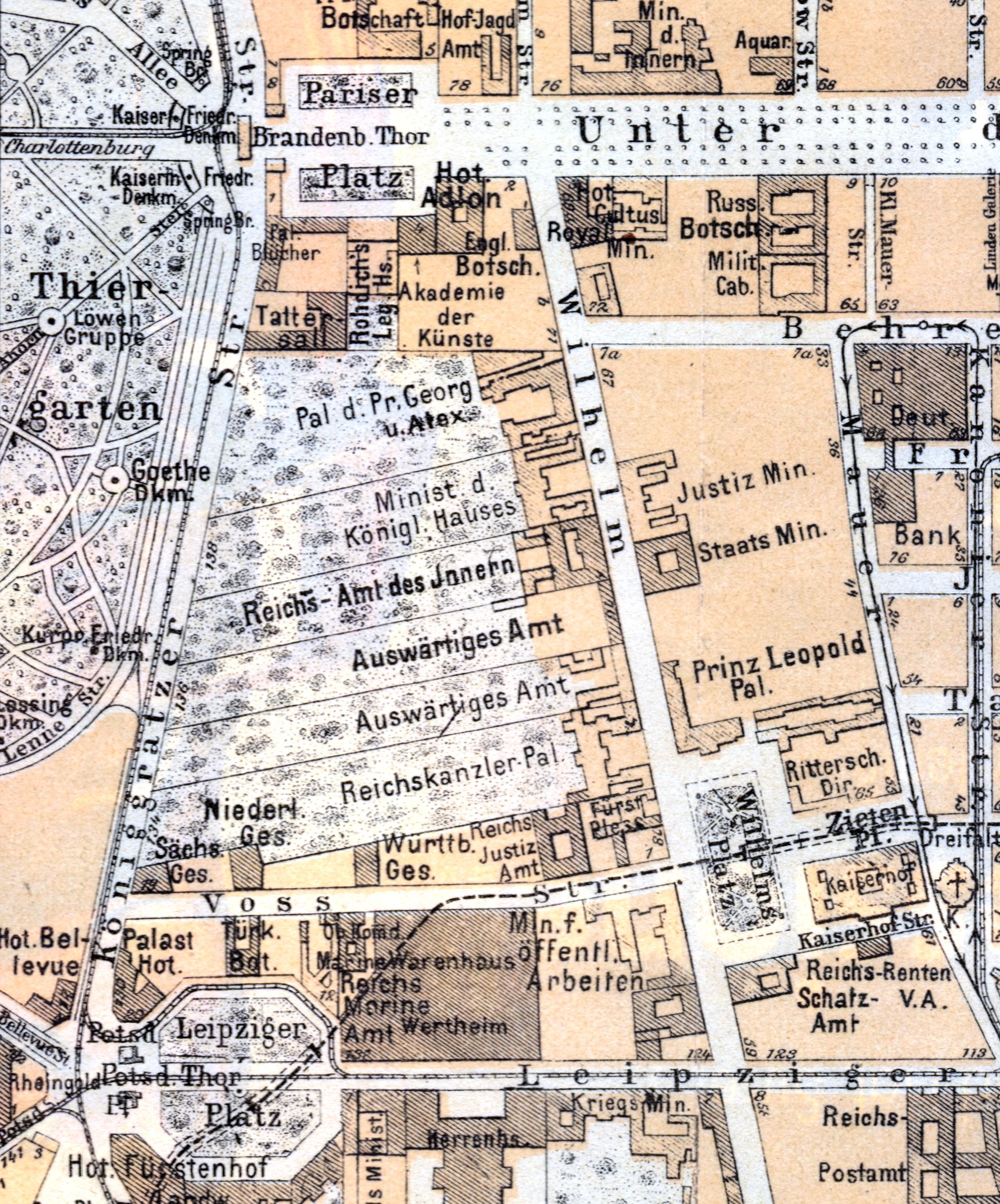
Lage der noch nicht erweiterten und umgebauten Akademie der Künste im Palais Arnim; Stadtplan von 1904

Im Jahr 1737 errichtete der „Schutzjude“ Meyer-Rieß auf dem etwa 38 × 100 Meter großen Grundstück Quarré Nr. 4 ein barockes Palais. Das von einem unbekannten Architekten entworfene, zweigeschossige Gebäude hatte unter einem Mansarddach zehn, um 1820 elf Achsen, wobei die rechte als Eingang und Durchfahrt die Form eines Torbogens hatte. Die mittleren drei Achsen waren durch Säulen, die im Erdgeschoss eine offene Halle bildeten und einen Balkon trugen, sowie eine bekrönende Balustrade in der Dachzone hervorgehoben. Nach hinten lagen der geräumige Hof und ein großer Garten, der an das Grundstück des Staatsministers Friedrich von Görne, später Palais der Prinzen Alexander und Georg, in der Wilhelmstraße 72 anstieß.
Aus dem Besitz der Meyer-Rießschen Witwe kaufte 1760 Caroline Maria Elisabeth von Labes (1730–1810) das Palais. Sie war eine geborene Daum und verwitwete Fredersdorff. Zu ihren Kindern aus der Ehe mit Johann Freiherr von Labes (1731–1776) gehörte Amalie Karoline von Labes (1761–1781), die 1777 den Freiherrn Joachim Erdmann von Arnim (1741–1804) heiratete. Der Ehe entspross der Dichter Achim von Arnim, der nach dem Tod der Mutter seine Kinderjahre im Palais der Großmutter verlebte. 1816 erwarb Prinz August von Preußen, der unverheiratet im Schloss Bellevue und im Palais Wilhelmstraße 65 wohnte, das Palais und überließ es seiner Lebensgefährtin Karoline Friederike von Waldenburg und den gemeinsamen Kindern als Wohnhaus. Nach mehreren Eigentümerwechseln baute Eduard Knoblauch in den Jahren 1857/1858 das Palais für den Grafen Arnim-Boitzenburg vollständig um.

## Knoblauchs Bau
Es hatte jetzt ein weiteres Geschoss und ein flaches Dach mit durchgehender Balustrade. Fassade und Proportionen des Gebäudes stimmte Knoblauch auf das benachbarte von Karl Friedrich Schinkel errichtete Palais Redern ab. Die Säulenhalle entfernte er, behielt aber den Balkon. Auf der Balustrade akzentuierten sechs Kratervasen die drei mittleren Achsen und die Gebäudeecken. Die zurückhaltende, spätklassizistische Putzfassade war im Erdgeschoss stärker, in den Obergeschossen schwächer rustiziert. Den Raum für eine großzügige Treppenanlage gewann Knoblauch durch die Verlängerung des Seitenflügels. Im Urteil der Zeitgenossen kam Knoblauchs Umbau einem Neubau gleich.
 Gegen Ende des 19. Jahrhunderts suchte der preußische Staat nach repräsentativen Standorten für die Akademie der Künste und Teile des Marstalls, die ihr gemeinsames Grundstück am Boulevard Unter den Linden wegen der dort beabsichtigten Neuerrichtung der Königlichen Bibliothek und der Universitätsbibliothek zu räumen hatten. Im Jahr 1903 einigte Preußen sich mit der Familie Arnim über den Kauf des Palais als dem zukünftigen Sitz der Akademie der Künste.

## Umbau und Neubau durch Ihne

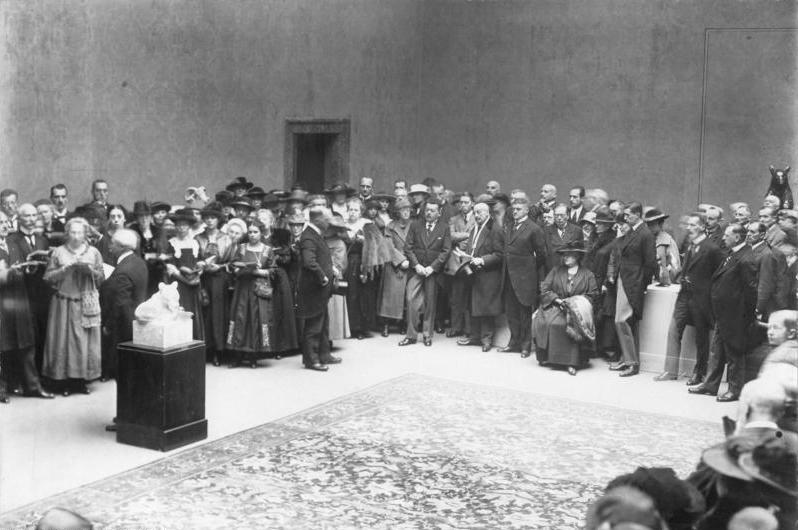
Eröffnung der Gedächtnisausstellung für den Bildhauer August Gaul durch den Akademiepräsidenten Max Liebermann in Anwesenheit des Reichspräsidenten Friedrich Ebert und des Staatssekretärs Carl Heinrich Becker (Bildmitte, v. r. n. l.), Oktober 1922. Der Saal wurde 1941 von Speer verbaut und im März 2000 abgerissen.

Im Jahr 1905 begann der Umbau des Palais zum Sitz der Akademie, verbunden mit der Errichtung eines Ausstellungsgebäudes durch Ernst von Ihne, dem Lieblingsarchitekten ihres Protektors, Wilhelms II. Inzwischen war auf dem Nachbargrundstück Nr. 5 nach dem Abriss des Palais Redern das Hotel Adlon im Entstehen, dessen Baumasse den bis dahin am Pariser Platz eingehaltenen Maßstab sprengte. Auf dem Nachbargrundstück Nr. 3 hatte bereits 1878 die Rohdichsche Stiftung einen neobarocken Neubau des Palais Wrangel errichtet, der mit seiner von Kolossalpilastern beherrschten Fassade das Palais Arnim überragte.

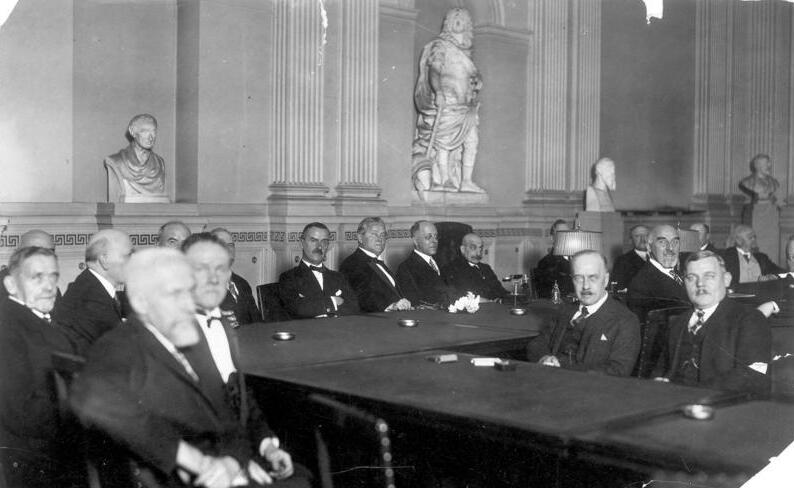
Gründung der Sektion für Dichtkunst der Akademie der Künste im Großen Saal des Palais Arnim 1926. Unter dem Standbild des Akademiegründers Friedrich III. Max Liebermann, links neben ihm Carl Heinrich Becker, Hermann Stehr und Thomas Mann

Ihne verzichtete sowohl auf eine Konkurrenz mit den auftrumpfenden Neubauten als auch auf die für ihn typische Verwendung von Stilelementen des Neobarock. Bis auf die Verwandlung der linken Fensterachse in eine Ausfahrt und eine dezente Vergrößerung der vorhandenen Einfahrt blieb die Fassade unverändert. Lieferfahrzeuge konnten das neue Ausstellungsgebäude, das das gesamte rückwärtige Grundstück in Anspruch nahm, vom Pariser Platz aus auf einer schmalen U-förmigen Straße umfahren.
Im Innern des Palais schuf Ihne als einzigen größeren Eingriff in Knoblauchs Werk entlang der vorhandenen Durchfahrt eine erhöhte, durch einen Lichtschacht mit Oberlicht beleuchtete Säulenhalle. Von ihr führte die Haupttreppe zum oberen Vestibül mit Zugängen zum Großen Saal, zum Sitzungszimmer, zu den Räumen des Akademiepräsidenten, seiner Sekretäre und zu Funktionsräumen.
Im Erdgeschoss betrat man von der Säulenhalle aus den Vorsaal, um die Verbindungshalle des Neubaus zu erreichen. Dieser einzige neobarock dekorierte Raum war als Festraum für Ausstellungsbesucher gedacht und hatte eine unechte, nur eingehängte Gewölbedecke. Er öffnete sich zu vier hintereinander liegenden Ausstellungssälen, die acht kleinere umgaben. Mit Ausnahme zweier Säle für Bildwerke, die zusätzlich Fenster hatten, wurden sie durch Oberlichte beleuchtet, die nahezu die gesamten Raumdecken einnahmen. Eine 60 Meter lange, bis 30 Meter breite und sieben Meter hohe Stahlkonstruktion trug das gläserne Walmdach des Ausstellungsgebäudes. Wo Alt- und Neubau südlich der Verbindungshalle zusammenstießen, entstand der Ihne-Turm mit einer Wendeltreppe, die alle Geschosse beider Gebäude verband.
Am 24. Januar 1907, dem 195. Geburtstag Friedrichs des Großen, fand im Beisein in- und ausländischer Akademiemitglieder die Einweihungsfeier des erweiterten Palais Arnim statt. Drei Tage später, an seinem 48. Geburtstag, empfing Wilhelm II., für den ein Thron in der Verbindungshalle aufgestellt war, das allgemeine Publikum im Ausstellungsgebäude.
Mehrmals im Jahr veranstaltete die Akademie Ausstellungen, wodurch das Palais Arnim zu einem allgemein bekannten Bestandteil des Berliner Kulturlebens wurde. Am Ende der Monarchie in Preußen in einem wilhelminischen Akademismus erstarrt, öffnete sie sich in den Jahren der Weimarer Republik unter dem Akademiepräsidenten Max Liebermann (1920–1932) der Modernen Kunst.
Nach der Machtergreifung verlor die Akademie in der Zeit des Nationalsozialismus unter dem „Protektor“ Hermann Göring ihre mit dem „Führerprinzip“ unvereinbare selbstständige Stellung im deutschen Kunstleben. Die letzte Ausstellung der Akademie im September 1937 war anlässlich des Berlinbesuchs des italienischen Diktators Benito Mussolini dem Thema „Italienische Kunst von 1800 bis zur Gegenwart“ gewidmet.

## Umbau Speers

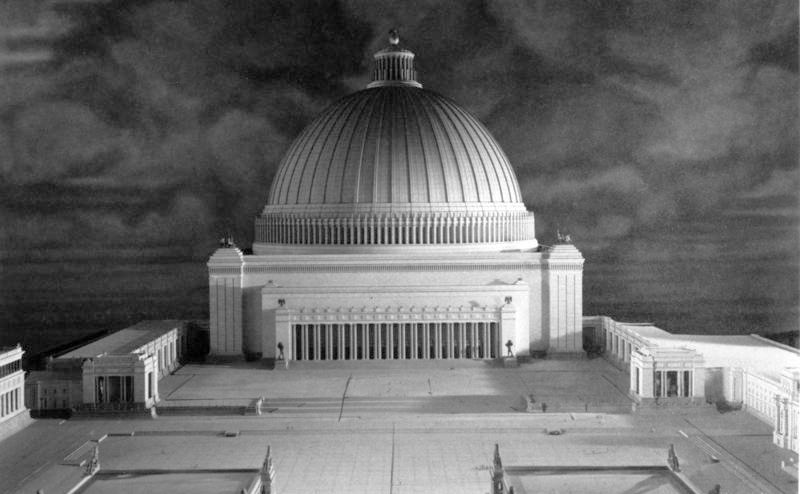
Ausschnitt des 1939 im Ateliergebäude aufgebauten Modells der Umgestaltung Berlins zur „Welthauptstadt Germania“

Die Akademie, nach Austrittswellen in den Jahren 1933 und 1937 „gleichgeschaltet“ und seit 1938 durch Georg Schumann nur noch kommissarisch verwaltet, war zu einem bloßen Instrument der nationalsozialistischen Kulturpolitik geworden. Von den 1937 ernannten 41 Mitgliedern waren zehn Architekten, darunter der Architekt und Stadtplaner Albert Speer. Seine Räumlichkeiten im Palais Arnim benutzte er als Arbeitsplatz in seiner Eigenschaft als Generalbauinspektor für die Reichshauptstadt. Die ministeriumsähnliche Stelle hatte Adolf Hitler eigens für ihn am 30. Januar 1937 geschaffen.
 Im Februar 1937 begründete Speer seinen Anspruch auf das gesamte Palais Arnim mit der „Möglichkeit für den Führer, durch die Ministergärten in die Räume der neuen Dienststelle zu kommen [und durch die] Tatsache, daß die Preußische Akademie der Künste das einzige Gebäude in der unmittelbaren Nähe der Reichskanzlei ist, dessen Körperschaft zur Zeit keinen nennenswerten Zweck mehr erfüllt.“
Die Suche nach einem neuen und repräsentativen Standort der Akademie erleichterte, dass im Juli 1937 die Kampagne gegen die Entartete Kunst zur Schließung der Neuen Abteilung der Nationalgalerie im Kronprinzenpalais geführt hatte. Im Juli 1938 stand das geräumte Kronprinzenpalais, erweitert um einen neuen Ausstellungssaal, der Akademie der Künste als Ausweichquartier zur Verfügung. Ab Frühjahr 1938 diente das Palais Arnim mitsamt seiner Erweiterung dem Generalbauinspektor als Dienstsitz.
Speer unterteilte die Räume des Palais Arnim um Büros und Ateliers anzulegen, wobei er im großen Saal Quartier nahm. In Ihnes Ausstellungsbau ließ er in der mittleren Saalflucht, die nur teilweise ihr Oberlicht behielt, ein großes Modell Berlins aufstellen. Alle acht übrigen Säle bekamen statt der Oberlichter Fenster, wurden zu Ateliers und Werkstätten umgebaut und durch zwei mit neuen Treppenhäusern erschlossene Büroetagen überbaut. Häufig besuchte Hitler das Gebäude, um dort die Modelle und Pläne für den geplanten Umbau Berlins zu besichtigen und mit Speer und dessen Mitarbeitern zu besprechen.
Während des Zweiten Weltkriegs erhielt der Ihne-Bau in den Jahren 1941/1942 und 1942–1944 weitere Anbauten und Aufstockungen. Speer bezog 1942, nachdem Hitler ihn zum Nachfolger Fritz Todts im Amt des Reichsministers für Bewaffnung und Munition ernannt hatte, das Palais Wrangel, Todts benachbarten Sitz als Generalinspektor für das deutsche Straßenwesen. Im Palais Arnim etablierte sich 1943 der Speer direkt unterstellte und von Rudolf Wolters geleitete Arbeitsstab für den Wiederaufbau bombenzerstörter Städte. Vielen Beschäftigten, wie Konstanty Gutschow, Julius Schulte-Frohlinde, Friedrich Tamms, Ernst Neufert und Werner Hebebrand gelang es im Westdeutschland der Nachkriegszeit dieser Aufgabe an prominenter Stelle treu zu bleiben.

## Kriegszerstörungen 1945 und die Jahre bis 1960

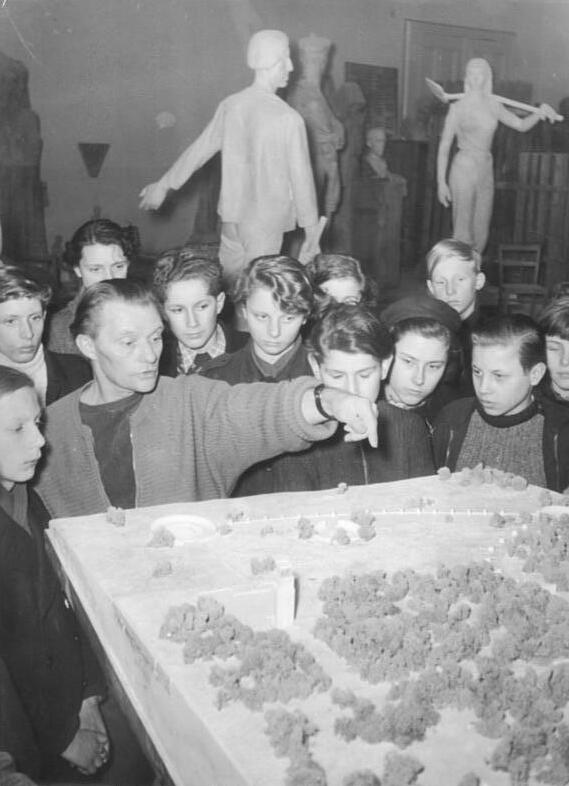
Fritz Cremer erklärt 1955 in seinem Atelier jugendlichen Besuchern das Modell der Gedenkstätte Buchenwald. Im Hintergrund ein Modell der 1958 fertiggestellten Aufbauhelferin

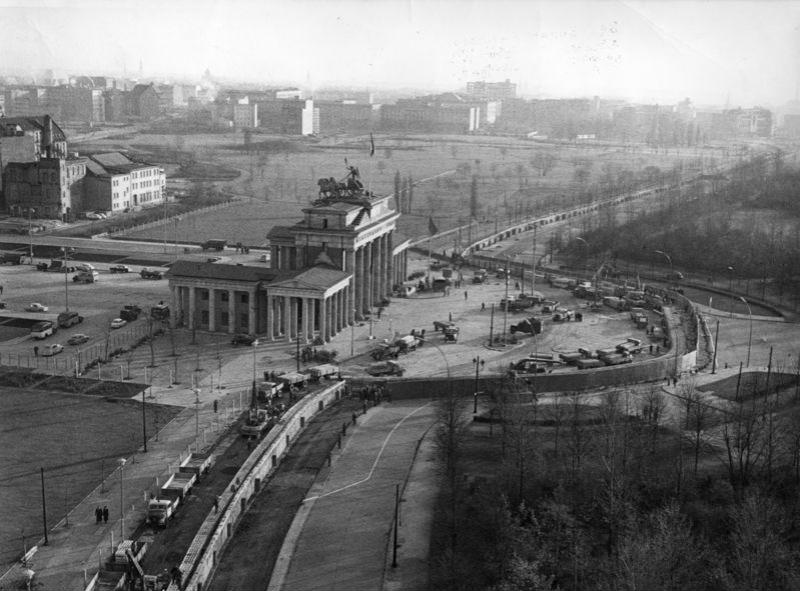
Berlin, Herbst 1961: Am Brandenburger Tor wurde die Mauer errichtet. Links das von Speers Bürotrakten umgebene Ausstellungsgebäude mit dem Ihne-Turm, dahinter das Hotel Adlon. Wenig später umschloss das Akademiegebäude eine weiß getünchte Mauer

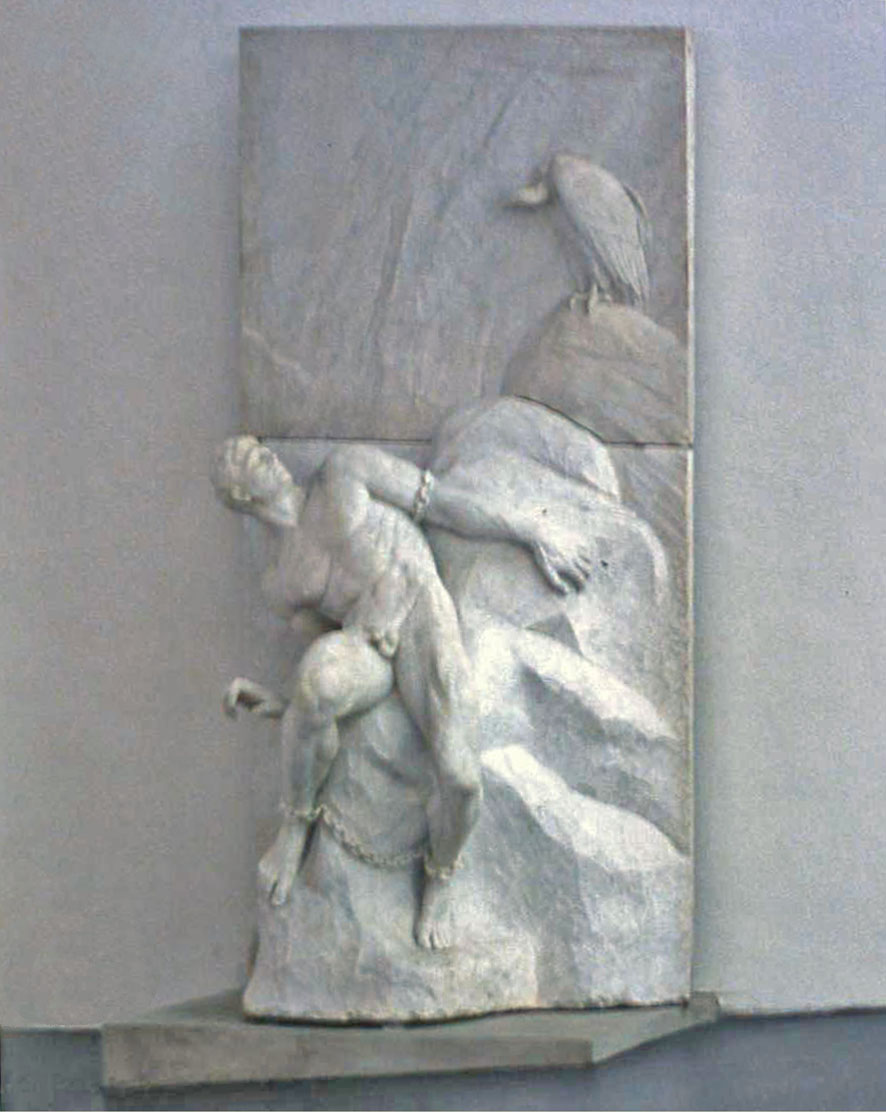
Der Prometheus in Fesseln von Reinhold Begas, 1902

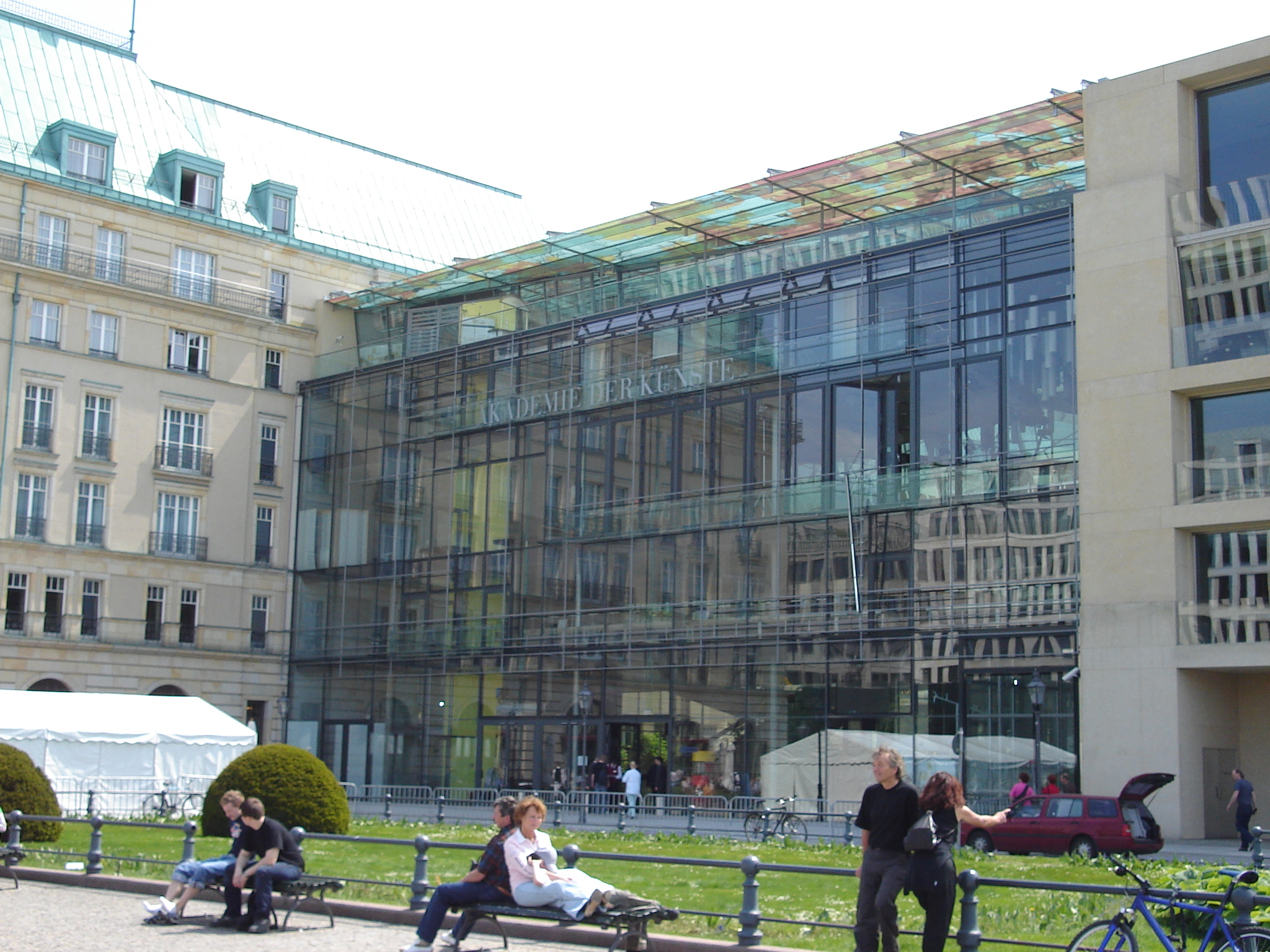
An der Stelle des Palais Arnim befindet sich seit 2005 der Neubau der Akademie der Künste

Infolge eines alliierten Luftangriffs am 18. März 1945 brannten die zum Pariser Platz gelegenen Räume das Palais Arnim aus. Die Außenmauern und Teile des Erdgeschosses, auch die Treppenanlage des Knoblauch-Baues blieben erhalten. Die Bausubstanz des Thronsaals, des Ausstellungs- und Ateliergebäudes Ihnes und der Erweiterungsbauten Speers samt ihren Dächern erlitt nur geringe Schäden.
Derselbe Luftangriff hatte das Palais Wrangel und das Kronprinzenpalais vollständig zerstört. Die Akademie der Künste verlegte am 13. April 1945 ihren Sitz in das Gebäude der Hochschule der Künste in Charlottenburg. Von dort aus betrieben Schumann und Alexander Amersdorffer, seit 1909 Nachfolger Ludwig Justis im Amt des „Ersten Ständigen Sekretärs“, nach dem Kriegsende die Wiederbelebung der Akademie. Mit dem Tod Amersdorffers im August 1946 versandete die Initiative.
Im selben Monat hatte Adolf Jannasch im Auftrag des SED-dominierten Berliner Magistrats begonnen, die „Wiedergründung“ der Akademie der Künste vorzubereiten. Seit dem November 1946 unterstützte auch die Deutsche Zentralverwaltung für Volksbildung der SBZ (DVV), aus der 1949 das Ministerium für Volksbildung der DDR hervorgehen sollte, das gesamtdeutsch angelegte Vorhaben. In diesem Sinne eröffnete Ministerpräsident Otto Grotewohl am 24. März 1950 die Deutsche Akademie der Künste. Ihr „provisorischer Sitz“ befand sich bis 1977 im 1906 von Ihne für die Kaiserin-Friedrich-Stiftung für das ärztliche Fortbildungswesen auf dem Grundstück der Charité am Robert-Koch-Platz in Berlin-Mitte errichteten Kaiserin-Friedrich-Haus.
Die DVV hatte bereits 1946 Sicherungsarbeiten, eine Bestandsaufnahme und Planungen für das Palais Arnim und den Ausstellungsbau veranlasst und ihr Vizepräsident Rudolf Engel forderte 1949 die Nutzung der Ausstellungssäle als Ateliers. Bis 1952 sollte „das alte Akademiegebäde am Pariser Platz wieder aufgebaut und bezugsfertig sein“. Im Jahr 1950 engagierten sich für den Wiederaufbau des Hauses am Pariser Platz einflussreiche Mitglieder der Akademie in einer „Baukommission“, darunter Bertolt Brecht, Max Butting und Heinrich Ehmsen. Der erste Plan der Deutschen Bauakademie für den Wiederaufbau des Berliner Stadtzentrums sah 1951 die Wiederherstellung des Palais Arnim vor.
Dennoch kam es lediglich zu einer verzögerten Reparatur des Ausstellungsbaus, der ab 1952 der Akademie als Atelier-, Büro-, Magazin- und Veranstaltungsgebäude diente. Die seit neun Jahren ungesicherte Ruine des Palais Arnim galt bereits 1954 trotz ihrer erhalten gebliebenen Fassade als unrettbar. Obwohl Engel, nunmehr Präsident der Akademie, im März 1954 das Aussehen des Palais als „fürchterlich“ beschrieben, an den „angeblichen Denkmalschutz“ erinnert und im April 1954 das Nationale Komitee für den Neuaufbau Berlins darauf hingewiesen hatte, „dass unsere ganze Arbeit unablässig auf das Ziel gerichtet ist, die deutsche kommunistische Kultur und Kunst im schonungslosen Kampf gegen die faschistische und militaristische Barbarei zu verteidigen“ unterblieben weitere Baumaßnahmen. Im Jahr 1960 war die Ruine des Palais Arnim beseitigt.
Im instandgesetzten Ausstellungsgebäude bildeten weiterhin die Mitglieder der Akademie wie Fritz Cremer Gustav Seitz und Heinrich Ehmsen in ihren Meisterateliers zahlreiche bildende Künstler aus, darunter Harald Metzkes Ernst Schroeder Werner Stötzer und Manfred Böttcher. Die Studenten hinterließen in den von ihnen gestalteten Partykellern raumhohe, experimentell-surrealistische Wandmalereien, in denen sich jenseits des sozialistischen Realismus die „Verweigerung des Geforderten“ spiegelte.

## Der Ihne-Bau von 1960 bis 1990
Der Abriss der Ruine des Palais Arnim hatte die Nutzung des Ihne-Speer-Baus durch die Akademie nicht beeinträchtigt, aber nach Errichtung der Berliner Mauer im August 1961 musste sie den Thronsaal den Grenztruppen der DDR überlassen. Diese richteten dort hinter einem separaten Eingang unter einer tief abgehängten Decke einen „Stützpunkt“ aus mehreren Zimmern samt einer Zelle für festgenommene Grenzverletzer ein. In einem der Räume des Stützpunktes erschoss ein Offizier der Grenztruppen am 2. Oktober 1971 den Mauerspringer Dieter Beilig.
Im November 1963 beschloss das Politbüro der SED die Beseitigung des Ateliergebäudes zugunsten einer Grünanlage. Der Abriss unterblieb jedoch, weil für die ständig unter Raumnot leidende Akademie aus Mangel an Mitteln kein Neubau errichtet oder ein Ersatzstandort gefunden werden konnte. Nachdem im August 1972 ein Orkan das Dach des Gebäudes abgedeckt hatte, schränkte nach der Reparatur die Baupolizei die Nutzung ein. Der Hauptsitz der Akademie am Robert-Koch-Platz, der seit 1950 keine wesentlichen Reparaturen oder Rekonstruktionen erfahren hatte, wurde 1976 in das Langenbeck-Virchow-Haus verlegt, weil die dort untergebrachte Volkskammer in den Palast der Republik umziehen konnte. Nach über zehnjährigen Renovierungsarbeiten kehrte der Hauptsitz 1987 wieder an den Robert-Koch-Platz zurück, wobei das Langenbeck-Virchow-Haus im Besitz der Akademie blieb.
Der seit 1980 geplante Neubau der Akademie am damaligen Platz der Akademie kam nicht zustande und der 1984 vorbereitete Abriss des Ihne-Speer-Baus am Pariser Platz musste immer wieder verschoben werden. Bis in die Endphase der DDR nutzte die Akademie in dem Gebäude auf 2000 m² zwei Bildhauerateliers, elf Meisterschülerateliers und zahlreiche Werkstätten sowie Lagerräume. Im November 1989 verlangten die Akademiemitglieder Wieland Förster und Harald Metzkes von den DDR-Verantwortlichen die Erhaltung des Atelierhauses als dem letzten Gebäude der Preußischen Akademie der Künste, denn „mit seiner Sprengung verschwindet auch ein Stück unserer Geschichte“.

## Nach 1990
Im Zuge der deutschen Wiedervereinigung vereinigten sich im Oktober 1993 nach „konfliktreicher Annäherung“ auch die Akademie der Künste der DDR und die West-Berliner Akademie der Künste zur Akademie der Künste in der Trägerschaft der Länder Berlin und Brandenburg. Die West-Berliner Akademie war in verspäteter Konkurrenz zur Neugründung der Deutschen Akademie der Künste im Jahr 1954 entstanden. Sie hatte in Zusammenhang mit der Internationalen Bauausstellung in Berlin 1960 einen Sitz im Bezirk Tiergarten erhalten. Der Bau war inzwischen zu klein geworden und sollte ab 1991 erweitert werden. Die wiedervereinigte Akademie beschloss, für ihren Hauptsitz das Grundstück am Pariser Platz zu nutzen.
Die Gestaltung des Neubaus betraf die Randbebauung des Pariser Platzes als des repräsentativsten der zentralen Orte Berlins. Damit ging sie sofort in die überregional geführte Diskussion um die bauliche Selbstdarstellung des wiedervereinigten Deutschlands ein. Schließlich war der Senat mit einer Glasfassade für den Neubau einverstanden. Außer dem Grundsatzstreit beeinträchtigte die Teilung der Parzelle die Bauplanung. Wegen der Durchlegung der Behrenstraße zur Ebertstraße verkaufte Berlin 1999 den nun an einer Straße liegenden, südlichen Teil für 17 Millionen Euro an die Eigentümer des benachbarten Hotels Adlon, wobei ein Durchgang vom Neubau der Akademie zur Behrenstraße vereinbart wurde. Die Folge war im März 2000 der Abriss zweier der von Speer umgebauten Säle des Ihne-Baus.
Schon 1993 beschloss die Akademie, die Ausstellungssäle Ihnes in den Neubau zu integrieren. Sie kehrten durch eine Ausstellung, zeitgleich zur Verhüllung des Reichstags und als Ort einer im Fernsehen übertragenen Theaterinszenierung in das öffentliche Bewusstsein zurück. Der Ausstellungsbau hatte 1995 infolge der Baumaßnahmen für das Hotel Adlon schwere Beschädigungen durch Absacken und Zerbrechen des Fundaments erlitten, doch war seine Erhaltung einschließlich des Glasdaches 1999 festgeschrieben worden.
Nach Entwürfen der Akademiemitglieder Günter Behnisch, Manfred Sabatke und Werner Durth entstand in den Jahren 2000 bis 2005 der Neubau der Akademie der Künste. Der behutsam gesicherte Altbau verlor die Anbauten und Aufstockungen Speers. Während der Bauarbeiten kam an der Westseite des Ihneturms hinter einer Vermauerung der monumentale Prometheus in Fesseln, das lange verschollene Alterswerk Reinhold Begas’, zum Vorschein. Speer hatte das Bildwerk 1942 für die Generalbauinspektion erworben und zwei Jahre später zum Schutz vor Bombenangriffen einmauern lassen.
Zum Neubau stellte Durth bei der Grundsteinlegung fest:

„Aus Respekt vor diesem Ort und vor der Qualität dieser Architektur, die erst im Inneren ihren Glanz zu entfalten vermochte, haben wir […] die Schichten der Geschichte freigelegt, um sie zu bewahren und neu zur Geltung bringen zu können, damit sie möglichst authentisch ihre eigene Geschichte erzählen.“

Wo sich der Zugang zur Behrenstraße befindet, sind das aus dem Keller translozierte Wandbild Metzkes Gastmahl des Wilddiebs und der Prometheus in Fesseln ausgestellt. Weiter nördlich zeugen in der Mauer Reste von Treppenstufen vom beseitigten An- und Umbau Speers. Der Thronsaal zeigt unter seiner freigelegten Decke aus Preußischen Kappen Reste der neobarocken Ausstattung. Seine Nutzung durch die Grenztruppen der DDR machen der erhalten gebliebene, nur etwa 1,5 Meter hoher Zugang vom Ihne-Turm und die im Grundriss erkennbare Aufteilung sichtbar.
An das Palais Arnim erinnern neben der Kubatur des Neubaus die Türen des Ihneturms, die einst in seine Etagen führten.